# 마천루 (영화)
마천루(The Fountainhead)는 미국에서 제작된 킹 비더 감독의 1949년 드라마 영화이다. 아인 랜드의 동명의 소설을 바탕으로 제작되었다. 게리 쿠퍼 등이 주연으로 출연하였고 헨리 블렁크 등이 제작에 참여하였다.

## 출연

### 주연
- 게리 쿠퍼
- 패트리샤 닐

### 조연
- 레이몬드 머시
- 켄트 스미스
- 로버트 더글러스
- 헨리 헐
- 레이 콜린스
- 모로니 올슨
- 제롬 코원
- 존 앨빈
- 모리스 안크럼
- 로이스 오스틴
- 그리프 바넷
- 몬트 블루
- 게일 본니
- 랠프 브룩스
- 글렌 카벤더
- 도로시 크리스티
- 트리스트램 코핀
- 톰 콜먼
- G. 팻 콜린스
- 제임스 코너티
- 앤 도란
- 레스터 도어
- 존 듀스티
- 찰스 에반스
- 로이 고든
- 윌리엄 하디
- 크레이튼 헤일
- 조나단 헤일
- 터스톤 홀
- 샘 해리스
- 폴 하비
- 러셀 힉스
- 셀머 잭슨
- 프레드 켈시
- 더글라스 케네디
- 레이몬드 라게이
- 필로 맥컬로프
- 해롤드 밀러
- 잭 모워
- 폴 뉴랜
- 리 펠프스
- 엘미라 시시온스
- 조지 셔우드
- 폴 스탠턴
- 래리 스티어스
- 찰스 트로우브릿지
- 티토 부오로
- 제랄딘 월
- 할런 워드
- 피에르 왓킨
- 레오 화이트
- 조세핀 휫텔
- 프랭크 윌콕스
- 해리 우즈

## 제작진
- 원작자: 아인 랜드
- 세트: 윌리엄 L. 쿠엘